# Return to the Sauce
Albums de Infected Mushroom
Converting Vegetarians II
(2015) Head of NASA and the 2 Amish Boys
(2018)
Return to the Sauce est le onzième album du groupe Infected Mushroom, sorti le 27 janvier 2017. 

## Titres
1. Flamingo – 8:44
2. Manipulator – 6:33
3. Return to the Sauce – 7:46
4. Groove Attack – 6:48
5. Xerox - Gravity Waves (Infected Mushroom Remix 2017) – 8:36
6. Demon of Pain (Remix) – 7:48
7. Milosh – 10:49
8. Nutmeg – 7:36
9. Liquid Smoke – 6:39